# Unicodeblock Tulu-Tigalari
Der Unicodeblock Tulu-Tigalari ist ein Teil des Unicode-Standards, der speziell für die Tulu-Tigalari-Schrift entwickelt wurde. Diese Schrift wird historisch verwendet, um sowohl das Tulu als auch das Sanskrit zu schreiben. Tulu-Tigalari ist eine Brahmi-basierte Schrift und gehört zu den südindischen Schriften. Die Einführung dieses Blocks im Unicode-Standard zielt darauf ab, die digitale Repräsentation der Tulu-Tigalari-Schrift zu ermöglichen und ihre Nutzung in der modernen Kommunikation und in der Informatik zu fördern.

## Geschichte
Die Tulu-Tigalari-Schrift hat ihren Ursprung im frühen Mittelalter und wurde vor allem in der Region Tulu Nadu im südlichen Indien verwendet. Sie ähnelt der Malayalam-Schrift, da beide aus der Grantha-Schrift abgeleitet sind. Historische Dokumente, Manuskripte und religiöse Texte, insbesondere in Sanskrit und Tulu, wurden in dieser Schrift verfasst. Während die Schrift in der Moderne weitgehend durch andere Schriften ersetzt wurde, ist sie heute ein wichtiges kulturelles Erbe und wird in akademischen und historischen Kreisen studiert.

## Einführung in Unicode
Der Unicodeblock Tulu-Tigalari wurde in Version 16.0 des Unicode-Standards eingeführt, um die Schrift zu kodieren und ihre Nutzung in der digitalen Welt zu ermöglichen. Dieser Block enthält 80 Zeichen und ist unter dem Bereich U+11380 bis U+113FF kodiert. Er umfasst Buchstaben, Zahlen, diakritische Zeichen und Satzzeichen, die für das Schreiben der Tulu-Tigalari-Schrift notwendig sind.

## Kodierung und Zeichenaufbau
Der Unicodeblock enthält die grundlegenden Zeichen, die zur Darstellung der Schrift erforderlich sind. Dazu gehören:
- Vokale und Konsonanten: Die grundlegenden Zeichen der Schrift, die für das Schreiben von Wörtern notwendig sind.
- Diakritische Zeichen: Zeichen, die zur Modifikation von Vokalen und Konsonanten verwendet werden.
- Satzzeichen und Sonderzeichen: Diese umfassen u. a. das Bindestrich- und Anführungszeichen.

## Bedeutung der Kodierung
Die Kodierung der Tulu-Tigalari-Schrift im Unicode-Standard ist ein bedeutender Schritt zur Bewahrung der Schrift. Es erleichtert die Digitalisierung historischer Manuskripte und ermöglicht die Verwendung der Schrift in modernen Technologien wie Textverarbeitungssoftware, Webbrowsern und Datenbanken. Zudem unterstützt es die Forschung und Lehre der Tulu-Sprache und -Schrift, da es einen standardisierten Zugang zur Schrift bereitstellt.

## Nutzung und Zukunft
Mit der Einführung des Unicodeblocks Tulu-Tigalari ist die Schrift nun auch auf digitalen Plattformen verfügbar. Sie kann von Schriftgelehrten, Linguisten und kulturellen Institutionen verwendet werden, um historische Texte zu erforschen, zu bewahren und wiederzubeleben. Zudem könnte sie in den kommenden Jahren in bestimmten digitalen Anwendungen, darunter Apps zur Sprachforschung oder digitalen Archiven, vermehrt Anwendung finden.